# أيقونة (حوسبة)

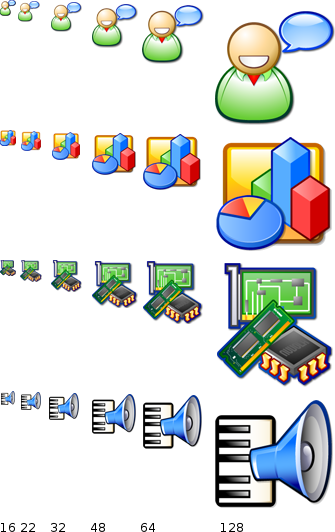
مجموعة أيقونات نوفلا المتوفرة في نظام كي دي إي

في واجهات المستخدم الرسومية، الأيقونة (بالإنجليزية: Icon)‏ رمز قد يشير إلي ملف أو مجلد أو زر في شريط أدوات. بدأت في السبيعنيات لمساعدة المبتدئين على فهم الحاسوب (في زيروكس على سبيل المثال)، وظهرت بقوة في أنظمة التشغيل ماكنتوش وويندوز. أبعاد أيقونات التشغيل تتراوح بين 16×16 و128×128 بكسل وفي بعض أنظمة التشغيل تصل إلى 512×512. عندما يكون جهاز العرض صغيراً، تصبح الأيقونات صغيرة، وفي حالات الأعاقة البصرية، ضعف الضوء،‌ يمكن الاستفادة من أبعاد الأيقونات الكبيرة.

## أيقونات

فيما يلي أمثلة على بعض الأيقونات: